# Alexey Kurbatov
Alexey Kurbatov, né le 9 mai 1994 à Moscou, est un coureur cycliste russe.

## Palmarès sur piste

### Championnats du monde
- Hong Kong 2017
  - 7e de la poursuite par équipes[1]

### Championnats du monde juniors
- Invercargill 2012
  -  Médaillé de bronze de la poursuite par équipes

### Coupe du monde
- 2016-2017
  - 3e de la poursuite par équipes à Cali

### Championnats d'Europe
| Édition / Épreuve | Poursuite par équipes |
| Baie-Mahault 2014 | Bronze                |
| Berlin 2017       | Bronze                |

### Championnats de Russie
- 2013
  - 2e de la poursuite par équipes
- 2017
  - 3e du scratch
  - 3e de la poursuite par équipes

## Palmarès sur route

### Par années
- 2017
  - 9e étape du Friendship People North-Caucasus Stage Race
- 2018
  - 5e épreuve des Russian Spring Races

### Classements mondiaux
| Année                                 | 2015  | 2016  | 2017  |
| ------------------------------------- | ----- | ----- | ----- |
| Classement mondial                    |       | 2047e | 2850e |
| UCI Europe Tour                       | 1069e | 1354e | nc    |
|                                       |       |       |       |
| Légende : nc = non classéSource : UCI |       |       |       |